# Corrie Laddé
Corrie Laddé (Yakarta, Indonesia, 27 de octubre de 1915-18 de septiembre de 1996) fue una nadadora neerlandesa de origen indonesio especializada en pruebas de estilo libre, donde consiguió ser subcampeona olímpica en 1932 en los 4 × 100 m.

## Carrera deportiva
En los Juegos Olímpicos de Los Ángeles 1932 ganó la medalla de plata en los relevos de 4 × 100 m estilo libre, con un tiempo 4:47,5, tras Estados Unidos (oro) y por delante de Reino Unido (bronce); sus compañeras de equipo fueron las nadadoras Willy den Ouden, Puck Oversloot y Maria Vierdag.